# Tang Peng
Pour les articles homonymes, voir Tang.
Dans ce nom hongkongais, le nom de famille, Tang, précède le nom personnel Peng.
Tang Peng (唐鹏, en chinois) est un joueur de tennis de table chinois, né à Pékin le 4 février 1981. Il représente Hong-Kong.

## Carrière et résultats
En mai 2015, il atteint son meilleur classement mondial à savoir no 11 mondial.
En 2007, il remporte l'Open Pro Tour du Chili. Lors des championnats du monde de 2009, il atteint le stade des 1/16ème de finale. En 2010, il reporte l'Open Pro Tour d'Autriche en double.
En 2011, il bénéficie d'une invitation de l'ITTF afin de participe à la 32e édition de la coupe du monde de tennis de table. Il termine 4e de poule après s'être incliné sur Wang Hao no 3 mondial, Christophe Legoût no 96 et Joo Sae-hyuk no 6.
En 2015, il atteint les quarts de finale des championnats du monde à Suzhou, en Chine. Il perd contre le chinois Ma Long, futur vainqueur de la compétition.